# Rowman & Littlefield
Rowman & Littlefield é uma editora e distribuidora de livros independente estadunidense fundada em 1949 por Walter Rowman e Arthur W. Littlefield. A companhia é parceira de outras duas distribuidoras: National Book Network (com sede na mesma cidade de Roman & Littlefield, Lanham) e NBN International (com sede em Plymouth).